# 호세 라몬 알렉상코
호세 라몬 알렉상코 벤토사(스페인어: José Ramón Alexanko Ventosa, 1956년 5월 19일 ~ )는 스페인의 전직 축구 선수 겸 감독으로 선수 시절 포지션은 센터 백이었다.
아틀레틱 빌바오와 바르셀로나에서 중앙 수비수로 활약하면서 17차례의 라리가 시즌에서 통산 367경기에 출전하여 34골을 기록했고 특히 바르셀로나 시절에는 16번의 우승을 차지했을 정도로 큰 성공을 기록했다. 또한 스페인 축구 국가대표팀에서 통산 30경기 이상에 출전했고 UEFA 유로 1980, 1982년 FIFA 월드컵에 참가하기도 했다.

## 클럽 경력

### 아틀레틱 빌바오
바스크주 비스카이아도 바라칼도 출신인 알렉상코는 1972년에 아틀레틱 빌바오의 리저브 팀인 빌바오 아틀레틱에 합류했으며 1976년에는 세군다 디비시온에 소속되어 있던 축구 클럽인 데포르티보 알라베스에 임대되기도 했다. 1976년 12월 12일에 열린 에스파뇰과의 홈 경기에서 30분 정도 출전하면서 데뷔했는데 아틀레틱 빌바오는 에스파뇰에 5-2 승리를 기록했다.
알렉상코는 1976-77 시즌에서 아틀레틱 빌바오의 코파 델 레이 준우승, UEFA컵(현재의 UEFA 유로파리그) 준우승을 견인했고 1977-78 라리가 시즌부터는 호세 앙헬 이리바르, 하비에르 이루레타와 함께 아틀레틱 빌바오의 주전 선수로 활약했다.

### 바르셀로나, 감독 경력
알렉상코는 1980년에 바르셀로나에 입단한 이후에 호세 마리 바케로, 치키 베히리스타인, 혼 안도니 고이코에체아, 훌리오 살리나스, 안도니 수비사레타와 함께 바르셀로나의 전설적인 "드림 팀"을 형성하는 데에 기여한 바스크인 축구 선수로 여겨졌다. 특히 라리가에서는 바르셀로나의 4회 연속 우승에 기여하기도 했다.
알렉상코는 13차례의 시즌 동안에 걸쳐 카탈루냐주에서 활동하면서 기록에 남을 장면들을 남겼다. 스페인 세비야에서 열린 스테아우아 부쿠레슈티와의 1985-86 유러피언컵(현재의 UEFA 챔피언스리그) 결승전에서는 바르셀로나의 승부차기 키커로 나섰으나 헬무트 두카담 골키퍼가 선방하면서 바르셀로나는 준우승을 차지하게 된다. 레알 소시에다드와의 1987-88 코파 델 레이 결승전에서는 바르셀로나의 1-0 승리와 코파 델 레이 우승을 견인한 결승골을 기록하기도 했다. 1991-92 유러피언컵 결승전에서는 10분 정도 출전했는데 바르셀로나는 연장전 끝에 삼프도리아를 1-0으로 누르고 우승을 차지했다.
알렉상코는 1993년에 선수 생활을 마친 이후에 루마니아의 축구 클럽인 우니베르시타테아 크라이오바, FC 나치오날 부쿠레슈티의 감독을 역임했다. 2000년부터 2002년까지 바르셀로나의 코치를 역임하면서 카를레스 렉사치 감독을 보좌하는 역할을 수행했다.
알렉상코는 2005년 7월에 바르셀로나의 유스 시스템 코디네이터로 임명되었고 2017년 1월 7일에는 헤수스 가르시아 피타르치의 뒤를 이어 발렌시아의 단장을 역임했다. 2019년 9월에는 남아프리카 공화국의 축구 클럽인 마멜로디 선다운스의 아카데미·스카우팅 디렉터로 임명되었다.

#### 논란
알렉상코는 1988년에 네덜란드 파펀달에서 하녀를 강간한 혐의로 기소되었지만 무혐의 처리되기도 했다.

## 국가대표 경력
알렉상코는 1978년 11월 15일에 열린 루마니아와의 UEFA 유로 1980 예선 홈 경기에 출전하면서 스페인 축구 국가대표팀에 데뷔했는데 스페인은 루마니아에 1-0 승리를 기록했다. 이탈리아에서 개최된 UEFA 유로 1980, 스페인에서 개최된 1982년 FIFA 월드컵에 참가했으며 26세 시절에 열린 잉글랜드와의 1982년 FIFA 월드컵 2차 조별 예선 경기가 끝난 이후에 은퇴할 때까지 34경기에 출전했다. 또한 1979년에는 바스크 축구 국가대표팀의 1경기에 출전하기도 했다.

## 수상

### 선수
아틀레틱 빌바오
- 코파 델 레이 준우승: 1976-77
- UEFA컵 준우승: 1976-77

바르셀로나
- 라 리가: 1984-85, 1990-91, 1991-92, 1992-93
- 코파 델 레이: 1980-81, 1982-83, 1987-88, 1989-90
- 코파 데 라 리가: 1982-83, 1985-86
- 수페르코파 데 에스파냐: 1983, 1991, 1992
- 유러피언컵: 1991-92
- 유러피언 컵위너스컵: 1981-82, 1988-89
- 유러피언 슈퍼컵: 1992

### 감독
우니베르시타테아 크라이오바
- 쿠파 로므니에이 준우승: 1997-98